# Chiasmoneura tsacasi
Chiasmoneura tsacasi är en tvåvingeart som beskrevs av Loïc Matile 1990. Chiasmoneura tsacasi ingår i släktet Chiasmoneura och familjen platthornsmyggor. Inga underarter finns listade i Catalogue of Life.